# COM 익스프레스

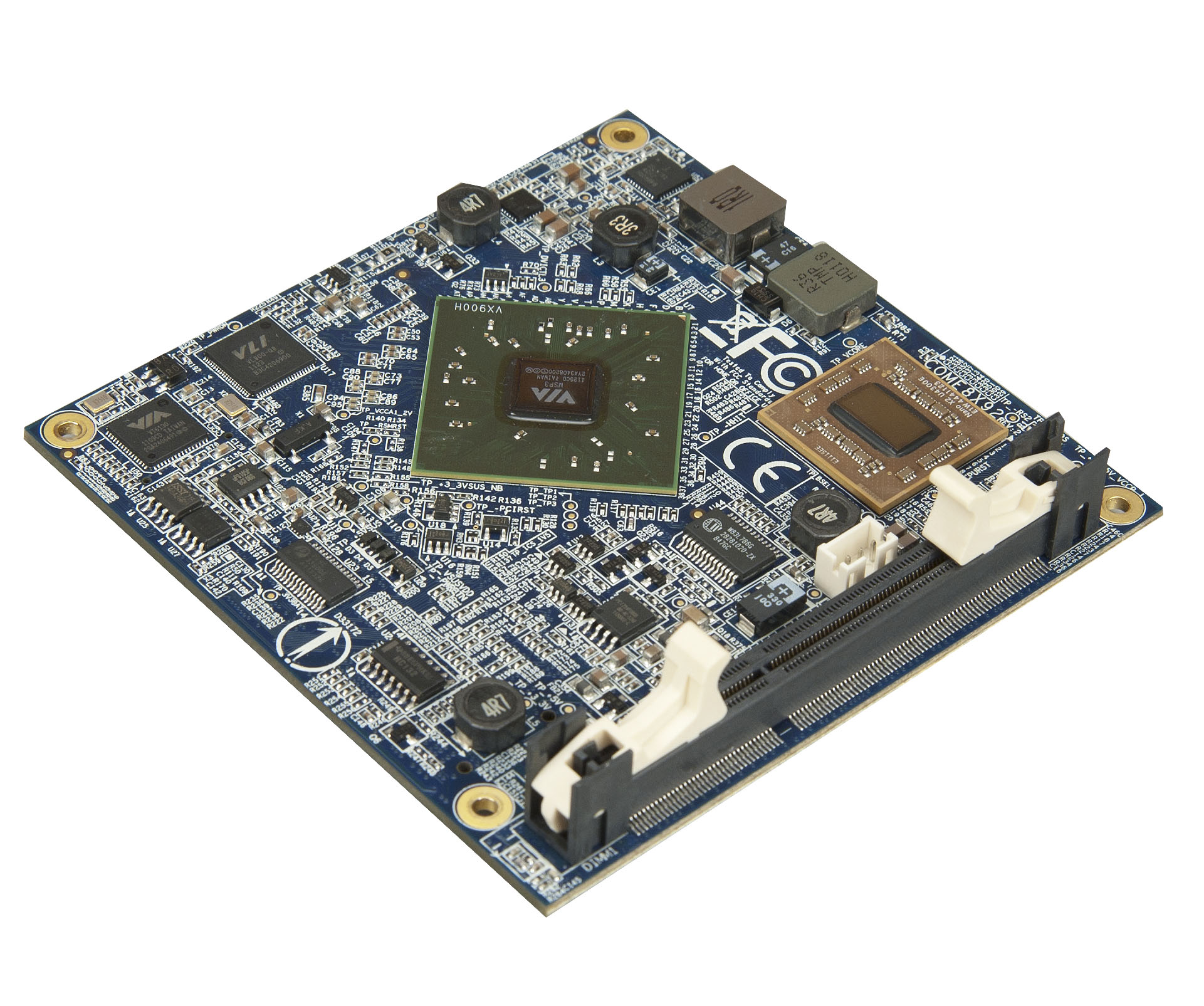
COM 익스프레스 타입 6 모듈 VIA COMe-8X92 (비아 나노 X2 포함)

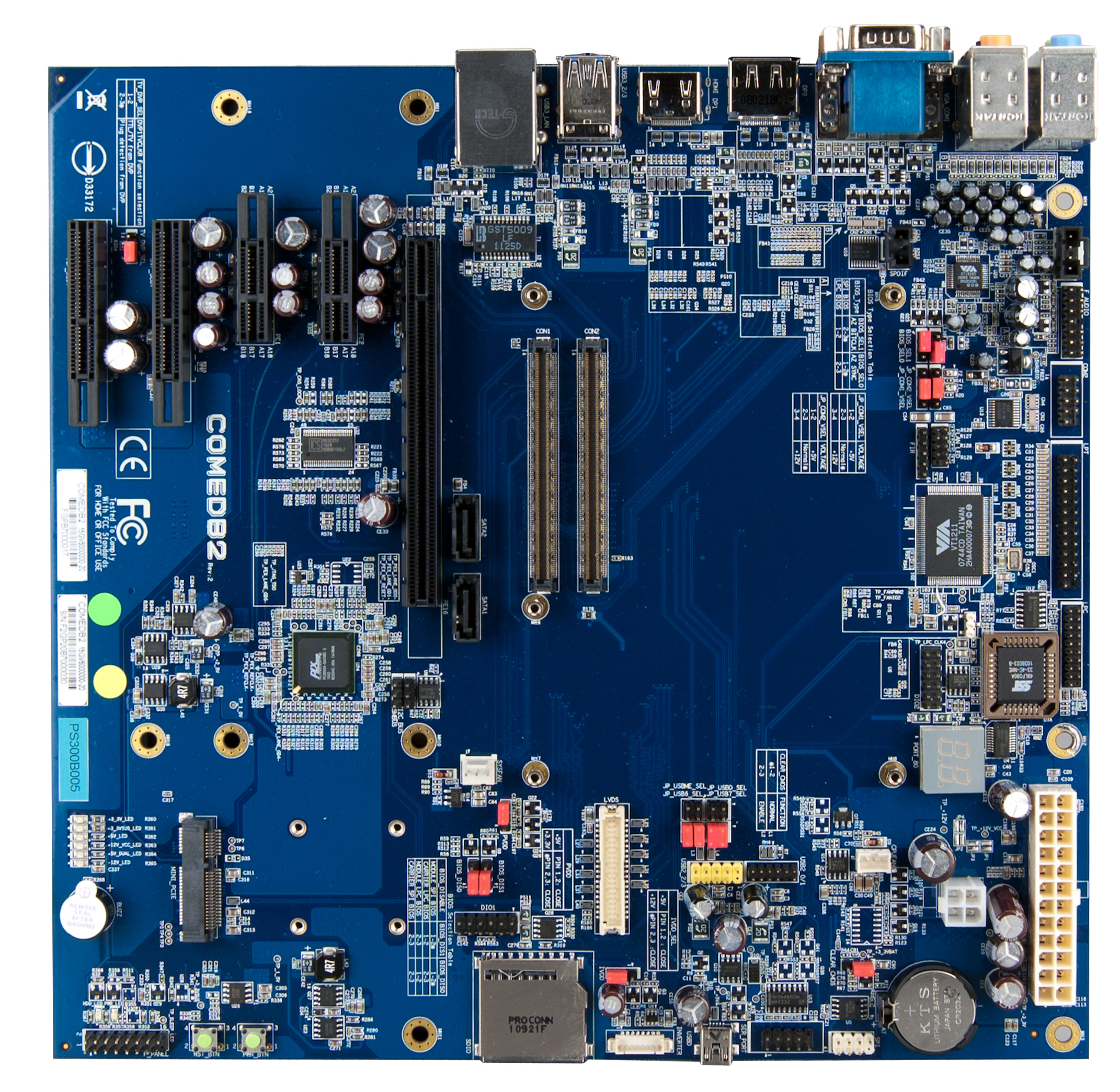
COM 익스프레스 캐리어 보드

COM 익스프레스(COM Express)는 컴퓨터 온 모듈 (COM)을 위한 폼 팩터로, 집적 회로 부품처럼 설계 응용 분야에 사용될 수 있는 고도로 통합된 소형 컴퓨터이다. 각 모듈은 코어 CPU 및 메모리 기능, PC/AT의 공통 I/O, USB, 오디오, 그래픽 (PEG), 및 이더넷을 통합한다. 모든 I/O 신호는 모듈 하단에 있는 두 개의 고밀도, 로우 프로파일 커넥터에 매핑된다. COM 익스프레스는 메자닌 기반 접근 방식을 사용한다. COM 모듈은 일반적으로 응용 프로그램에 맞게 사용자 정의되는 베이스보드에 연결된다. 시간이 지남에 따라 COM 익스프레스 메자닌 모듈은 더 새로운, 하위 호환 가능한 버전으로 업그레이드할 수 있다. COM 익스프레스는 일반적으로 산업, 군사, 항공우주, 게임, 의료, 운송, 사물인터넷, 및 일반 컴퓨팅 임베디드 응용 분야에 사용된다.

## 역사
COM 익스프레스 표준은 2005년 PCI 산업용 컴퓨터 제조업체 그룹(PICMG)에 의해 처음 발표되었다. 이 표준은 5가지 모듈 유형을 정의했는데, 각각 다른 핀 배치 구성과 기능 세트를 하나 또는 두 개의 220핀 커넥터에 구현한다. 또한 각 모듈 유형 내에서 호환성을 유지하면서 더 많은 응용 분야에 서비스를 제공하기 위해 2가지 모듈 크기(나중에 4가지로 확장됨)를 정의했다. COM 익스프레스는 철도, 산업 및 군사 응용 분야에 사용된다. VITA를 통해 견고한 COM 익스프레스 사양을 위한 노력도 진행 중이다.

## 유형
이 사양에는 8가지 다른 핀 배치 방식이 정의되어 있다. 가장 일반적으로 사용되는 핀 배치는 Type 6과 Type 10이다. COM 익스프레스 사양(www.picmg.org에서 확인 가능)의 개정 3.0에 추가된 최신 핀 배치는 Type 7이다. Type 7은 최대 4개의 10GbE 인터페이스와 최대 32개의 PCIe 레인을 제공하여 COM 익스프레스 3.0을 데이터 센터, 서버 및 고대역폭 비디오 응용 분야에 적합하게 만든다. COM 익스프레스 개정 3.0은 레거시 Type 1, Type 2, Type 3, Type 4, 및 Type 5를 제거하고, 새로운 설계에는 Type 6, 7 또는 10을 사용할 것을 권장한다.
정의된 유형에 대해 사용할 수 있는 최대 인터페이스:
| 유형 | 커넥터         | PCI 익스프레스 레인 | PEG           | PCI    | IDE    | SATA | LAN           | 비디오                              | 직렬                                                                  | 기타 기능             | 참고              |
| ---- | -------------- | ------------------- | ------------- | ------ | ------ | ---- | ------------- | ----------------------------------- | --------------------------------------------------------------------- | --------------------- | ----------------- |
| 1    | AB (단일)      | 6                   | 아니오        | 아니오 | 아니오 | 4    | 1             | LVDS A & B, VGA                     |                                                                       |                       | 레거시            |
| 2    | AB & CD (이중) | 22                  | 예            | 예     | 1      | 4    | 1             | LVDS A & B, VGA, PEG/SDVO           |                                                                       |                       | 레거시            |
| 3    | AB & CD (이중) | 22                  | 예            | 예     | 아니오 | 4    | 3             | LVDS A & B, VGA, PEG/SDVO           |                                                                       |                       | 레거시            |
| 4    | AB & CD (이중) | 32                  | 예            | 아니오 | 1      | 4    | 1             | LVDS A & B, VGA, PEG/SDVO           |                                                                       |                       | 레거시            |
| 5    | AB & CD (이중) | 32                  | 예            | 아니오 | 아니오 | 4    | 3             | LVDS A & B, VGA, PEG/SDVO           |                                                                       |                       | 레거시            |
| 6    | AB & CD (이중) | 24                  | 예            | 아니오 | 아니오 | 4    | 1             | LVDS A & B, VGA, 3 x DDI (*2)       | CAN 인터페이스를 1포트에 오버레이하는 옵션이 있는 2개의 TX/RX 직렬 쌍 | 4x USB 3.0 8x USB 2.0 |                   |
| 7    | AB & CD (이중) | 32                  | 예, 16레인용. | 예     | 아니오 | 2    | 1 + 4x 10G KR | 없음                                | CAN 인터페이스를 1포트에 오버레이하는 옵션이 있는 2개의 TX/RX 직렬 쌍 | 4x USB 3.0 4x USB 3.0 | 개정 3.0에 추가됨 |
| 10   | AB (단일)      | 4                   | 아니오        | 아니오 | 아니오 | 2    | 1             | LVDS A만 (AB (단일) 채널), DDI (*2) | 2 직렬 COM, 1 선택적 CAN                                              | USB 3.0 (*1)          |                   |

(*1) 이전에 할당된 SATA2 및 SATA3 핀의 옵션. 구현자 특정.

(*2) DDI는 캐리어 보드에서 DisplayPort, HDMI, DVI 또는 SDVO(레거시, 유형 6, 7 및 10에서는 더 이상 지원되지 않음)에 맞게 조정될 수 있다.

범례: PEG - PCI 익스프레스 그래픽. 레거시 - 새로운 설계에 권장되지 않음.

## 크기

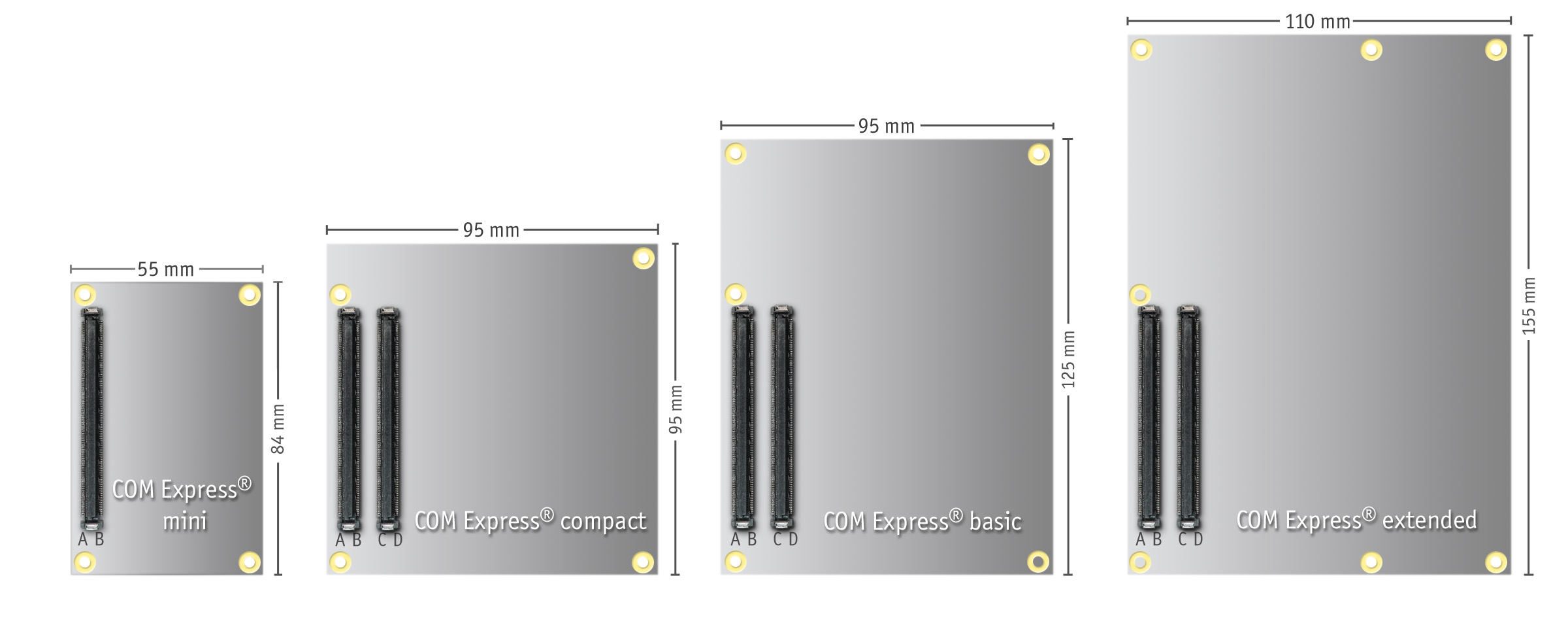
COM 익스프레스는 4가지 폼 팩터를 가지고 있다. 캐리어 보드 장착 위치는 PICMG COM 익스프레스 사양을 참조하라.

이 사양은 4가지 모듈 크기를 정의한다.
- 미니: 55 × 84 mm (2.2 × 3.3 in)
- 콤팩트: 95 × 95 mm (3.7 × 3.7 in)
- 베이직: 95 × 125 mm (3.7 × 4.9 in)
- 확장: 110 × 155 mm (4.3 × 6.1 in)

## 사양
COM 익스프레스 사양은 PICMG에서 호스팅한다. 이 사양은 무료로 제공되지 않지만, PICMG 웹사이트에서 150USD에 인쇄본을 구매할 수 있다. 그러나 COM 익스프레스 디자인 가이드는 무료로 다운로드할 수 있다.
원래 개정판 1.0은 2005년 7월 10일에 발표되었다.
개정판 3.0 (PICMG COM.0 R3.0)은 2017년 3월에 발표되었다.
COM 익스프레스는 또한 워치독 타이머나 I2C와 같은 임베디드 기능을 제어하기 위한 API를 명시한다. 이는 별도의 문서로, 무료로 제공된다 (EAPI 1.0).
또한 구성 정보를 저장하기 위한 캐리어 보드 EEPROM을 정의한다. 이는 또한 별도의 무료 문서이다 (EeeP R1.0).

## 같이 보기
- ETX
- XTX
- Qseven
- 스마트 모빌리티 아키텍처 (SMARC), 컴퓨터 온 모듈의 또 다른 표준
- COM-HPC (PICMG 내 워킹 그룹)